# 퀴즈와 음악사이
《퀴즈와 음악사이》는 Mnet에서 방송된 텔레비전 프로그램이다.

## 방송 개요
1990~2000년대 추억의 노래를 듣고, 그 노래와 관련 있는 문제를 맞히는 음악 퀴즈쇼 프로그램.

## 방송 시간
| 방송 채널 | 방송 기간                        | 방송 시간            | 비고 |
| --------- | -------------------------------- | -------------------- | ---- |
| Mnet      | 2020년 3월 31일 ~ 2020년 6월 2일 | 화요일 오후 8시 00분 |      |

## 출연자
- 노홍철
- 신지
- 김나영
- 이국주
- 설하윤